# Lluita als Jocs Olímpics d'Estiu de 1928 - lluita grecoromana masculina pes pesant
La prova del pes pesant de lluita grecoromana fou una de les sis de lluita grecoromana que es disputaren als Jocs Olímpics d'Estiu d'Amsterdam de 1928. Com la resta de proves de lluita sols hi podien participar homes. Els lluitadors que participaven en aquesta categoria havien de pesar més de 82,5 quilograms. La competició es disputà al Krachtsportgebouw entre el 2 i el 5 d'agost i hi van prendre part 157 esportistes, en representació de 15 països.

## Medallistes
| Or                    | Plata                 | Bronze              |
| Rudolf Svensson (SWE) | Hjalmar Nyström (FIN) | Georg Gehring (GER) |

## Format de competició
La competició de lluita grecoromana va introduir un sistema d'eliminació basat en la suma de punts. En cada ronda tots els lluitadors s'emparellaven i lluitaven (en cas d'haver-hi un nombre imparell de lluitadors un passava ronda sense lluitar). El perdedor rebia 3 punts. El guanyador en rebia 1 si la victòria era per decisió i 0 si era per caiguda. Al final de cada ronda era eliminat tot lluitador que acumulés 5 punts.

## Resultats

### Primera eliminatòria
La primera eliminatòria va produir quatre guanyadors per caiguda i tres per decisió. Un lluitador va passar ronda sense lluitar.
Combats
| Vencedor             | País           | Tipus de victòria | Perdedor            | País      |
| -------------------- | -------------- | ----------------- | ------------------- | --------- |
| Josef Urban          | Txecoslovàquia | Caiguda           | Gustave Colpaert    | Bèlgica   |
| Aleardo Donati       | Itàlia         | Caiguda           | Simon de Lanfranchi | França    |
| Georg Gehring        | Alemanya       | Caiguda           | Emil Larsen         | Dinamarca |
| Mehmet Çoban         | Turquia        | Decisió           | Jorge Briola        | Argentina |
| Eugen Wiesberger Sr. | Àustria        | Decisió           | Alberts Zvejnieks   | Letònia   |
| Rajmund Badó         | Hongria        | Caiguda           | Ibrahim Sobh        | Egipte    |
| Rudolf Svensson      | Suècia         | Decisió           | Hjalmar Nyström     | Finlàndia |
| Jacob Simonis        | Països Baixos  | Lliura            | N/A                 | N/A       |

Punts
| Pos. | Lluitador            | País           | R1 |
| ---- | -------------------- | -------------- | -- |
| 1    | Rajmund Badó         | Hongria        | 0  |
| 1    | Aleardo Donati       | Itàlia         | 0  |
| 1    | Georg Gehring        | Alemanya       | 0  |
| 1    | Jacob Simonis        | Països Baixos  | 0  |
| 1    | Josef Urban          | Txecoslovàquia | 0  |
| 6    | Mehmet Çoban         | Turquia        | 1  |
| 6    | Rudolf Svensson      | Suècia         | 1  |
| 6    | Eugen Wiesberger Sr. | Àustria        | 1  |
| 9    | Jorge Briola         | Argentina      | 3  |
| 9    | Gustave Colpaert     | Bèlgica        | 3  |
| 9    | Simon de Lanfranchi  | França         | 3  |
| 9    | Emil Larsen          | Dinamarca      | 3  |
| 9    | Hjalmar Nyström      | Finlàndia      | 3  |
| 9    | Ibrahim Sobh         | Egipte         | 3  |
| 9    | Alberts Zvejnieks    | Letònia        | 3  |

### Segona eliminatòria
Els set combats foren guanyats per caiguda. Tres lluitadors conservaven els 0 punts, mentres sis foren eliminats.
Combats
| Vencedor             | País           | Tipus de victòria | Perdedor            | País          |
| -------------------- | -------------- | ----------------- | ------------------- | ------------- |
| Josef Urban          | Txecoslovàquia | Caiguda           | Jacob Simonis       | Països Baixos |
| Aleardo Donati       | Itàlia         | Caiguda           | Gustave Colpaert    | Bèlgica       |
| Georg Gehring        | Alemanya       | Caiguda           | Simon de Lanfranchi | França        |
| Mehmet Çoban         | Turquia        | Caiguda           | Emil Larsen         | Dinamarca     |
| Alberts Zvejnieks    | Letònia        | Caiguda           | Jorge Briola        | Argentina     |
| Eugen Wiesberger Sr. | Àustria        | Caiguda           | Ibrahim Sobh        | Egipte        |
| Hjalmar Nyström      | Finlàndia      | Caiguda           | Rajmund Badó        | Hongria       |
| Rudolf Svensson      | Suècia         | Lliura            | N/A                 | N/A           |

Punts
| Pos. | Lluitador            | País           | R1 | R2 | Total |
| ---- | -------------------- | -------------- | -- | -- | ----- |
| 1    | Aleardo Donati       | Itàlia         | 0  | 0  | 0     |
| 1    | Josef Urban          | Txecoslovàquia | 0  | 0  | 0     |
| 1    | Georg Gehring        | Alemanya       | 0  | 0  | 0     |
| 4    | Mehmet Çoban         | Turquia        | 1  | 0  | 1     |
| 4    | Rudolf Svensson      | Suècia         | 1  | 0  | 1     |
| 4    | Eugen Wiesberger Sr. | Àustria        | 1  | 0  | 1     |
| 7    | Rajmund Badó         | Hongria        | 0  | 3  | 3     |
| 7    | Hjalmar Nyström      | Finlàndia      | 3  | 0  | 3     |
| 7    | Jacob Simonis        | Països Baixos  | 0  | 3  | 3     |
| 7    | Alberts Zvejnieks    | Letònia        | 3  | 0  | 3     |
| 11   | Jorge Briola         | Argentina      | 3  | 3  | 6     |
| 11   | Gustave Colpaert     | Bèlgica        | 3  | 3  | 6     |
| 11   | Simon de Lanfranchi  | França         | 3  | 3  | 6     |
| 11   | Emil Larsen          | Dinamarca      | 3  | 3  | 6     |
| 11   | Ibrahim Sobh         | Egipte         | 3  | 3  | 6     |

### Tercera eliminatòria
Urban conservava els 0 punts a la fi de la tercera eliminatòria, liderant la classificació. Dos lluitadors foren eliminats.
Combats
| Vencedor        | País           | Tipus de victòria | Perdedor             | País          |
| --------------- | -------------- | ----------------- | -------------------- | ------------- |
| Rudolf Svensson | Suècia         | Caiguda           | Jacob Simonis        | Països Baixos |
| Josef Urban     | Txecoslovàquia | Caiguda           | Aleardo Donati       | Itàlia        |
| Georg Gehring   | Alemanya       | Decisió           | Mehmet Çoban         | Turquia       |
| Rajmund Badó    | Hongria        | Caiguda           | Alberts Zvejnieks    | Letònia       |
| Hjalmar Nyström | Finlàndia      | Decisió           | Eugen Wiesberger Sr. | Àustria       |

Punts
| Pos. | Lluitador            | País           | R1 | R2 | R3 | Total |
| ---- | -------------------- | -------------- | -- | -- | -- | ----- |
| 1    | Josef Urban          | Txecoslovàquia | 0  | 0  | 0  | 0     |
| 2    | Georg Gehring        | Alemanya       | 0  | 0  | 1  | 1     |
| 2    | Rudolf Svensson      | Suècia         | 1  | 0  | 0  | 1     |
| 4    | Rajmund Badó         | Hongria        | 0  | 3  | 0  | 3     |
| 4    | Aleardo Donati       | Itàlia         | 0  | 0  | 3  | 3     |
| 6    | Mehmet Çoban         | Turquia        | 1  | 0  | 3  | 4     |
| 6    | Hjalmar Nyström      | Finlàndia      | 3  | 0  | 1  | 4     |
| 6    | Eugen Wiesberger Sr. | Àustria        | 1  | 0  | 3  | 4     |
| 9    | Jacob Simonis        | Països Baixos  | 0  | 3  | 3  | 6     |
| 9    | Alberts Zvejnieks    | Letònia        | 3  | 0  | 3  | 6     |

### Quarta eliminatòria
Els quatre combats es van decidir per caiguda. Urban va perdre el combat i el liderat, que passà a mans de Gehring i Svenson. Tres lluitadors foren eliminats.
Combats
| Vencedor             | País      | Tipus de victòria | Perdedor       | País           |
| -------------------- | --------- | ----------------- | -------------- | -------------- |
| Rudolf Svensson      | Suècia    | Caiguda           | Josef Urban    | Txecoslovàquia |
| Georg Gehring        | Alemanya  | Caiguda           | Aleardo Donati | Itàlia         |
| Hjalmar Nyström      | Finlàndia | Caiguda           | Mehmet Çoban   | Turquia        |
| Eugen Wiesberger Sr. | Àustria   | Caiguda           | Rajmund Badó   | Hongria        |

Punts
| Pos. | Lluitador            | País           | R1 | R2 | R3 | R4 | Total |
| ---- | -------------------- | -------------- | -- | -- | -- | -- | ----- |
| 1    | Georg Gehring        | Alemanya       | 0  | 0  | 1  | 0  | 1     |
| 1    | Rudolf Svensson      | Suècia         | 1  | 0  | 0  | 0  | 1     |
| 3    | Josef Urban          | Txecoslovàquia | 0  | 0  | 0  | 3  | 3     |
| 4    | Hjalmar Nyström      | Finlàndia      | 3  | 0  | 1  | 0  | 4     |
| 4    | Eugen Wiesberger Sr. | Àustria        | 1  | 0  | 3  | 0  | 4     |
| 6    | Rajmund Badó         | Hongria        | 0  | 3  | 0  | 3  | 6     |
| 7    | Aleardo Donati       | Itàlia         | 0  | 0  | 3  | 3  | 6     |
| 8    | Mehmet Çoban         | Turquia        | 1  | 0  | 3  | 3  | 7     |

### Cinquena eliminatòria
Els dos líders es van enfrontar, amb Svensson imposant-se i assegurant-se la medalla d'or. Urban i Wiesberger quedaren eliminats.
Combats
| Vencedor             | País      | Tipus de victòria | Perdedor      | País           |
| -------------------- | --------- | ----------------- | ------------- | -------------- |
| Rudolf Svensson      | Suècia    | Caiguda           | Georg Gehring | Alemanya       |
| Eugen Wiesberger Sr. | Àustria   | Decisió           | Josef Urban   | Txecoslovàquia |
| Hjalmar Nyström      | Finlàndia | Lliura            | N/A           | N/A            |

Punts
| Pos. | Lluitador            | País           | R1 | R2 | R3 | R4 | R5 | Total |
| ---- | -------------------- | -------------- | -- | -- | -- | -- | -- | ----- |
| 1    | Rudolf Svensson      | Suècia         | 1  | 0  | 0  | 0  | 0  | 1     |
| 2    | Georg Gehring        | Alemanya       | 0  | 0  | 1  | 0  | 3  | 4     |
| 2    | Hjalmar Nyström      | Finlàndia      | 3  | 0  | 1  | 0  | 0  | 4     |
| 4    | Eugen Wiesberger Sr. | Àustria        | 1  | 0  | 3  | 0  | 1  | 5     |
| 5    | Josef Urban          | Txecoslovàquia | 0  | 0  | 0  | 3  | 3  | 6     |

### Sisena eliminatòria
L'únic combat possible era Nyström contra Gehring, ja que Svensson ja s'havia enfrontat als altres lluitadors. Svensson acabà la competició lliurant i guanyant la medalla d'or.
Combats
| Vencedor        | País      | Tipus de victòria | Perdedor      | País     |
| --------------- | --------- | ----------------- | ------------- | -------- |
| Hjalmar Nyström | Finlàndia | Decisió           | Georg Gehring | Alemanya |
| Rudolf Svensson | Suècia    | Lliura            | N/A           | N/A      |

Punts
| Pos. | Lluitador       | País      | R1 | R2 | R3 | R4 | R5 | R6 | Total |
| ---- | --------------- | --------- | -- | -- | -- | -- | -- | -- | ----- |
| 1    | Rudolf Svensson | Suècia    | 1  | 0  | 0  | 0  | 0  | 0  | 1     |
| 2    | Hjalmar Nyström | Finlàndia | 3  | 0  | 1  | 0  | 0  | 1  | 5     |
| 3    | Georg Gehring   | Alemanya  | 0  | 0  | 1  | 0  | 3  | 3  | 7     |